# Episodi de Schlosshotel Orth (prima stagione)
La prima stagione della serie televisiva Schlosshotel Orth è stata trasmessa in anteprima in Germania dalla ZDF tra il 25 novembre 1996 e il 7 febbraio 1997.
| nº | Titolo originale         | Titolo italiano | Prima TV Germania | Prima TV Italia |
| -- | ------------------------ | --------------- | ----------------- | --------------- |
| 0  | Tage der Entscheidung    | Inedito         | 25 novembre 1996  | Inedito         |
| 1  | Ein Fax aus Bangkok      | Inedito         | 29 novembre 1996  | Inedito         |
| 2  | Das gewonnene Wochenende | Inedito         | 6 dicembre 1996   | Inedito         |
| 3  | Eine Nacht auf dem Berg  | Inedito         | 13 dicembre 1996  | Inedito         |
| 4  | Das Oldtimertreffen      | Inedito         | 20 dicembre 1996  | Inedito         |
| 5  | Einmal noch leben        | Inedito         | 27 dicembre 1996  | Inedito         |
| 6  | Die brandneue Kollektion | Inedito         | 3 gennaio 1997    | Inedito         |
| 7  | Junge Talente            | Inedito         | 10 gennaio 1997   | Inedito         |
| 8  | Der dritte Stern         | Inedito         | 17 gennaio 1997   | Inedito         |
| 9  | Alte Liebe rostet nicht  | Inedito         | 24 gennaio 1997   | Inedito         |
| 10 | Väter und Söhne          | Inedito         | 31 gennaio 1997   | Inedito         |
| 11 | Happy Birthday           | Inedito         | 7 febbraio 1997   | Inedito         |